# Super Mario 64 DS
Super Mario 64 DS (スーパーマリオ64DS Sūpā Mario Rokujūyon Dĩ Esu) er et platformspil udviklet af Nintendo EAD og udgivet af Nintendo til Nintendo DS. Spillet er en forbedret udgave af det kritikerroste[kilde mangler] Nintendo 64-spil Super Mario 64, som blev lanceret i 1996. Super Mario 64 DS blev udgivet i Nordamerika 21. november 2004, i Japan 2. december 2004 og i Europa 11. marts 2005 som en af lanceringstitlerne til den håndholdte spilkonsol Nintendo DS.